# Resana
Resana é uma comuna italiana da região do Vêneto, província de Treviso, com cerca de 7.490 habitantes. Estende-se por uma área de 24 km², tendo uma densidade populacional de 312 hab/km². Faz fronteira com Castelfranco Veneto, Loreggia (PD), Piombino Dese (PD), Vedelago.

## Demografia
| Variação demográfica do município entre 1861 e 2011                               |
|                                                                                   |
| Fonte: Istituto Nazionale di Statistica (ISTAT) - Elaboração gráfica da Wikipedia |